# Frank Schade
Frank Schade (nacido el 22 de enero de 1950 en Wausau, Wisconsin) es un exjugador de baloncesto estadounidense que disputó una temporada en la NBA. Con 1,85 metros de estatura, lo hacía en la posición de base. Desde 1986 ejerce como entrenador en el Instituto Oshkosh North de Oshkosh (Wisconsin).

## Trayectoria deportiva

### Universidad
Tras pasar su primera temporada como universitario en los Miners de la Universidad de Texas-El Paso, jugó durante tres temporadas con los Blugolds de la Universidad de Wisconsin–Eau Claire, en las que promedió 18,6 puntos, 3,0 rebotes y 3,1 asistencias por partido. En su última temporada fue elegido como jugador del año de la Wisconsin Intercollegiate Athletic Conference, compartido con su compañero de equipo Mike Ratliff.

### Profesional
Fue elegido en la quincuagésimo tercera posición del Draft de la NBA de 1972 por Kansas City-Omaha Kings, y también por los Dallas Chaparrals en la séptima ronda del Draft de la ABA, eligiendo los Kings, donde coincidió con su compañero de universidad Ratliff. Jugó una temporada, en la que promedió 1,1 puntos y 1,1 asistencias por partido.

## Estadísticas de su carrera en la NBA

### Temporada regular
| Temporada | Edad | Equipo         | Liga | Pos. | P | TIT | MIN | TC  | TCA | %TC  | 3P | 3PA | %3P | 2P  | 2PA | %2P  | TL  | TLA | %TL   | R.OF. | R.DEF. | REB | ASIS | ROB | TAP | PER | FP  | PTS |
| 1972-73   | 23   | KC-Omaha Kings | NBA  | PG   | 9 |     | 8.4 | 0.2 | 0.8 | .286 |    |     |     | 0.2 | 0.8 | .286 | 0.7 | 0.7 | 1.000 |       |        | 0.7 | 1.1  |     |     |     | 1.3 | 1.1 |
| Total     |      |                | NBA  |      | 9 |     | 8.4 | 0.2 | 0.8 | .286 |    |     |     | 0.2 | 0.8 | .286 | 0.7 | 0.7 | 1.000 |       |        | 0.7 | 1.1  |     |     |     | 1.3 | 1.1 |